# August Warncke
August Warncke (* 12. März 1861 in Neubrandenburg; † 16. Februar 1947 ebenda) war ein deutscher Handwerker, Bauunternehmer und Politiker.

## Leben
Warncke war Zimmermann und Bauunternehmer in Neubrandenburg. Als SPD-Mitglied gehörte er der Verfassunggebenden Versammlung von Mecklenburg-Strelitz an. 